# Chen Ling
Chen Ling (Zhenjiang, 16 de junho de 1987) é uma arqueira chinesa, medalhista olímpica.

## Carreira
Chen Ling representou seu país nos Jogos Olímpicos em 2008, ganhando a medalha de prata por equipes em 2008.